# Vlag van Twenterand

Vlag van de gemeente Twenterand

De vlag van Twenterand is op 1 juni 2002 vastgesteld als de gemeentelijke vlag van de Overijsselse gemeente Twenterand. Op de vlag is het gemeentelogo zonder belettering afgebeeld. Hoewel het in principe een logovlag is, voldoet deze aan de voorwaarden om opgenomen te worden in het vlaggenregister.
De vijf blauwe ruiten staan voor de 5 grootste dorpen: Geerdijk, Den Ham, Vriezenveen, Vroomshoop en Westerhaar-Vriezenveensewijk; het groene vlak voor het landelijke in de gemeente.
Almelo 
· Borne 
· Dalfsen 
· Deventer 
· Dinkelland 
· Enschede 
· Haaksbergen 
· Hardenberg 
· Hellendoorn 
· Hengelo 
· Hof van Twente 
· Kampen 
· Losser 
· Oldenzaal 
· Olst-Wijhe 
· Ommen 
· Raalte 
· Rijssen-Holten 
· Staphorst 
· Steenwijkerland 
· Tubbergen 
· Twenterand 
· Wierden 
· Zwartewaterland 
· Zwolle
1. ↑  Ontstaan Twenterand. Canon van Nederland. Geraadpleegd op 29 juli 2020.